# Thierry de Martel
Pour les articles homonymes, voir Martel.
Thierry de Martel, né le 7 mars 1875 à Maxéville (Meurthe-et-Moselle) et mort le 14 juin 1940 dans le 16e arrondissement de Paris (Seine), est un médecin, chirurgien, pionnier de la neurochirurgie française.

## Biographie
Fils de Roger de Martel de Janville et de son épouse, née Sibylle Riquetti de Mirabeau, romancière connue sous le nom de Gyp, Thierry Jean Marie François de Martel est élevé dans un milieu nationaliste, patriote et antidreyfusard.
Sportif de haut niveau, il joue au rugby et devient avec son frère, Aymar de Martel de Janville, champion de France en 1896 avec l'Olympique.
Il est externe des hôpitaux de Paris de 1898 à 1903, puis interne en 1903-1905, spécialisé en neurologie dans le service d'Achille Souques. Il fait une carrière de chef de clinique à la Salpêtrière de 1907 à 1911, puis de chirurgien à l'institut neuro-chirurgical et à l'hôpital de la glacière. Pendant la Première Guerre mondiale, il sert comme médecin militaire.

## Engagements politiques
Militant de l'Action française, il rejoint le Faisceau de Georges Valois et en devient le président de la corporation des médecins. Mais il s'en éloigne dès 1926. Il adhère au Parti social français (PSF) du colonel François de La Rocque et devient le premier président de sa filiale sociale, Travail et loisirs. Il en démissionne en juillet 1937 pour des raisons professionnelles, assurant La Rocque de son attachement mais faisant savoir à Joseph, duc Pozzo di Borgo qu'il se faisait « l'effet d'un enfant de Marie attardé au milieu d'autres enfants de Marie, sans initiative ».

## Activités médicales
Thierry de Martel développe la neurochirurgie en France avec son collègue Clovis Vincent. Chirurgien réputé à Paris durant les années 1920-1930, on lui doit de très nombreux travaux spécialisés qui ont contribué à faire de la neurochirurgie une branche autonome de la chirurgie. Il porte un grand intérêt à l'amélioration des techniques opératoires dans cette spécialité naissante et invente notamment un instrument permettant une trépanation sûre et à bords nets, le « trépan à débrayage automatique de Martel ». Entretenant de fructueuses relations avec ses collègues neurologues, il collabore notamment avec Joseph Babinski, avec qui il publie en 1909 le premier cas français d'ablation d'une tumeur du cerveau réalisée avec succès.
Il a été directeur de l'Hôpital américain de Paris. Il fait une carrière de chef de clinique à la Salpêtrière de 1907 à 1911, puis chirurgien à l'institut neuro-chirurgical et à l'hôpital de la glacière.
Il a été membre de la Société de chirurgie de Paris et de la Société de neurologie.

## Fin de vie
Il se suicide le 14 juin 1940 dans son appartement de la rue Weber, jour de l'entrée des troupes allemandes à Paris, en absorbant de la strychnine,.
Il laisse une note à l'intention de son épouse : « Les quelques années qui nous restent à vivre ne valent pas d'être vécues. Je ne veux pas voir mon pays devenir un petit Portugal. », et pour Bullitt, « Je vous ai promis de ne pas quitter Paris. Ne vous ai pas dit si j'y resterai mort ou vivant. Adieu. Martel ». André Maurois écrit à l'annonce de sa mort : « Avec lui nous perdons un ami incomparable. ». Il est enterré au cimetière ancien de Neuilly-sur-Seine.

## Décorations
- Grand officier de la Légion d'honneur le 6 janvier 1939[7].
- Croix de guerre 1914-1918 (1914)
- Military Cross (1917)

## Publications

### Ouvrages
- Traitement opératoire des plaies du crâne, Masson (Paris), 1918.
- La Thérapeutique des tumeurs cérébrales : technique chirurgicale, impr. médicale et scientifique (Bruxelles), 1926.

### En collaboration
- avec Charles Chatelin : Blessures du crâne et du cerveau : formes cliniques, traitement médico-chirurgical, préface du professeur Pierre Marie, Masson (Paris), 1917, lire en ligne sur Gallica.
- avec Clovis Vincent : Diagnostic et traitement des syndromes d'hypertension intracrânienne, [Clermont, Oise, impr. Thiron], 1925.
- avec Jean Guillaume : Neurinome des nerfs mixtes : opération, guérison, Masson (Paris), 1932.
- avec Jean Guillaume : Présentation de malades opérés par un nouveau procédé d'utilisation des courants à haute fréquence en neuro-chirurgie : statistique opératoire depuis l'emploi de cette méthode, Masson (Paris), 1932.
- avec Edouard Antoine : Appendicites chroniques : Étude clinique et traitement médico-chirurgical, impr. de l'Édition artistique ; S.E.P. (Paris), 1933.
- avec Jean Guillaume : Remarques sur la conduite à tenir en présence de troubles bulbaires dans les tumeurs de la fosse cérébrale postérieure, Masson (Paris), 1937.